# João Rodrigo (ator)
João Rodrigo (Lisboa, 9 de abril de 1943 — Lisboa, 14 de março de 2022) foi um ator português.

## Biografia
Nasceu em 1943 em Lisboa. iniciou a carreira no Teatro em Angola, com o nome artístico de João Carlos. Em Portugal estreou-se na peça "Adeus Valentina!" no Teatro Variedades em 1975.
Em televisão, participou em programas como: "Telhados de Vidro" da TVI ou "Malucos do Riso" na SIC. Fez várias digressões pelo país e estrangeiro, como aos EUA onde além de ator, também produziu espetáculos de teatro para a comunidade portuguesa.
Trabalhou com a produtora Cartaz em diversos espetáculos teatrais.

## Televisão
- 1976 - "Um Auto de Gil Vicente"
- 1981 - "Sabadabadu"
- 1984 - "Um Fantasma Chamado Isabel"
- 1989 - "Caixa Alta"
- 1990 - "Ricardina e Marta"
- 1990 - "Lendas e Factos da História de Portugal"
- 1992 - "Crónica do Tempo"
- 1993 - "Telhados de Vidro"
- 1993 - "Sozinhos em Casa"
- 1995 - "Nico d'Obra"
- 1995 - "Camilo & Filho Lda."
- 1996 - "Roseira Brava"[7]
- 1997 - "Era Uma Vez"
- 1997 - "As Aventuras do Camilo"
- 1998 - "Camilo na Prisão"
- 1999 - "Todo o Tempo do Mundo"
- 1999 - "A Loja do Camilo"
- 2000 - "Médico de Família"
- 2000 - "Bacalhau com Todos"
- 2001 - "A Minha Família é uma Animação"
- 2002 - "Cuidado com as Aparências"
- 2002 - "Camilo, o Pendura"[8]
- 2003 - "O Padre Camilo"
- 2004 - "Maré Alta"
- 2004 - "Inspector Max"
- 2005 - "Camilo em Sarilhos"
- 2010 - "A Minha Família"
- Várias séries de "Malucos do Riso"

## Teatro
- "Auto da Compadecida" - Teatro Avenida de Luanda (CTA - Companhia Teatral de Angola)
- 1975 - "Adeus Valentina" - Teatro Variedades[4][9]
- 1976 - "Vamos Trocar de Mulheres!" - Teatro Laura Alves[10]
- 1979 - "A Invasão" - Teatro da Trindade[11]
- 1982 - "O Processo de Jesus" - Teatro da Trindade
- 1983 - "Um Fantasma Chamado Isabel" - Teatro Variedades[12]
- 1988 - "Olha a Bolsa ó Zé" - Teatro ABC[13]
- 1991 - "Vestido de Lilás" - Digressão
- 1992 - "Toma Lá Que é Democrático" - Digressão
- 1993 - "Isto é Que Vai uma Crise!" - Digressão (Produção de Sidónio Pereira)
- 1994 - "Ai Quem me Acode" - Teatro ABC
- 1998 - "Malucos à Solta" - Digressão
- "Isto Só Vídeo" - Digressão;[6]
- "Ó Zé Bate o Pé" - Digressão;[14][15]